# 박용만 (1955년)
박용만(朴容晩, 1955년 2월 5일~)은 대한민국의 기업인이다.

## 학력
- 경기고등학교 졸업
- 서울대학교 경영학 학사
- 보스턴 대학교 경영학 석사

## 경력
- 1977. 2~1979. 6  한국외환은행
- 1982. 9  두산건설 주식회사 입사
- 1990. 6  두산식품 주식회사 이사
- 1991. 6  두산식품 주식회사 상무
- 1995. 12 두산그룹 기획조정실 실장
- 1998. 9 (주)두산 대표이사 사장
- 2005. 1 (주)두산 대표이사 부회장
- 2005. 1 두산산업개발 부회장
- 2005. 1 두산중공업 부회장
- 2005. 5~2007 두산인프라코어 대표이사 부회장
- 2007. 12~2013. 3 두산인프라코어 대표이사 회장
- 2009. 2~2013 서울상공회의소 부회장
- 2009. 3~2016. 3 (주)두산 회장
- 2012. 4~2016. 3 두산그룹 회장
- 2012~2015. 4 정동극장 이사장
- 2012. 12~마리아수녀회 후원회 회장
- 2013. 2 바보의 나눔 이사
- 2013. 7 국립오페라단 후원회 회장
- 2013. 8~2021. 3 대한상공회의소 회장
- 2013. 11~2017. 1 환경보전협회 회장
- 2014~ 스페인 명예영사
- 2014~ 국제상업회의소(ICC) 집행위원
- 2016. 1~2020. 1 국립오페라단 이사장
- 2016. 3~2021.11 두산경영연구원 회장
- 2016. 3~2021. 8 두산인프라코어 회장
- 2017. 3~2021. 3 대통령직속 일자리위원회 위원
- 2018. 2~2020. 2 서울대학교 이사
- 2018. 5.17~2021. 5.16 중앙대학교 이사
- 2019. 5~2021. 3 국가기후환경회의 민간위원(산업계)
- 오더오브몰타 코리아 회장
- (재)같이걷는길 이사장
- 대한상공회의소 명예회장
- 2021. 9~ 예술의전당 이사장
- 2022. 1 벨스트리트파트너스 설립
- 2022~ 벨스트리트파트너스 회장
- 2022. 3.9~2027. 3.8 학교법인 가톨릭학원 이사

### 그 외
- 2000. 10. 한·스페인 경제협력위원회 한국측 위원장(現)
- 2003. 이화여자대학교 경영대학 겸임교수(現)
- 2010. 1. 24. SBS 스페셜 '나는 한국인이다' 4부작 출세만세 - "리더에게 길을 묻다" 편 출연

## 상훈
- 2000. 3. 제27회 상공의 날 은탑산업훈장(2등급)
- 2001. 12. 한국협상학회 2001년도 대한민국 협상대상 수상
- 2003. 4. 스페인 과학기술부장관 시민훈장
- 2007. 글로벌 CEO 대상
- 2009. 벨기에 레오폴드 2세 훈장
- 2012. 금탑산업훈장(1등급)
- 2012. 한국의 광고PR인 올해의 카피라이터상
- 2014. 코리아 소사이어티 밴 플리트상
- 2016. 이탈리아 친선공로훈장
- 2021. 국민훈장 모란장

## 가족 관계
- 할아버지: 박승직(1864년~1950년)
- 할머니: 정정숙
  - 아버지: 박두병(1910년~1973년)
  - 어머니: 명계춘(1913년~2008년)
  - 형: 박용곤(1932년~2019년)
  - 누나: 박용언(1933년~)
  - 형: 박용오(1937년~2009년)
  - 형: 박용성(1940년~)
  - 형: 박용현(1943년~)
    - 배우자: 강신애
      - 장남: 박서원(1979년~)
      - 큰며느리: 조수애(1992년~)
      - 차남: 박재원(1985년~)

  - 동생: 박용욱(1960년~)

## 같이 보기
- 두산 형제의 난